# Дело вкуса (фильм)
«Дело вкуса» (фр. Une affaire de goût) — французский фильм в жанре триллера / драмы, вышедший в 2000 году. Основан на одноимённой книге современного французского писателя Филиппа Баллана.

## Сюжет
Эксцентричный богач Фредерик Деломон подмечает, что у молодого официанта Николя Ривьера неплохо развито чувство пищевого вкуса, и приглашает его на должность своего личного дегустатора. Деломон проявляет к Николя привязанность и почти отеческое отношение. Однако он хочет, чтобы у них были одинаковые привычки, вкусы и пристрастия, и добивается этого разными способами. Некоторые из них вполне цивилизованы, например, специальный пункт в трудовом контракте, предписывающий Николя бросить курить. Другие же достаточно жестоки, например, добавление в морепродукты обожаемые Николя, но ненавидимые Фредериком, рвотовызывающих препаратов, с целью выработки у дегустатора стойкой к ним непрязни. Девушке Николя, Беатрис, неприятны изменения, происходящие в нём. Однако теперь Ривьер ради своей работы готов попрощаться и с любимой. Но вот однажды, Деломон отправляет Николя в путешествие, по возвращении из которого тот узнаёт, что у его бывшего начальника новый дегустатор…

## В ролях
- Бернар Жиродо — Фредерик Деломон
- Жан-Пьер Лори — Николя Ривьер
- Флоранс Томассен — Беатрис
- Шарль Берли — Рене
- Жан-Пьер Лео
- Артюс де Пенгерн

## Награды и номинации
- Сезар (Франция)
  - Номинация: Лучший актёр (Бернар Жиродо)
  - Номинация: Лучшая актриса (Флоранс Томассен)
  - Номинация: Лучший фильм
  - Номинация: Лучший сценарий (Бернар Рапп, Жиль Торан)
  - Номинация: Лучший молодой актёр (Жан-Пьер Лори)
- МКФ в Карловых Варах (Чехия)
  - Победа: Специальный приз
  - Номинация: Хрустальный глобус
- Кинофестиваль в Коньяке (Франция)
  - Победа: Главный приз кинофестиваля
  - Победа: Премия кинокритиков
  - Победа: Unravel award